# Fellows-Mosaikschwanzratte
Fellows-Mosaikschwanzratte (Protochromys fellowsi) ist eine Nagetierart aus der Gruppe der Altweltmäuse (Murinae). Sie ist der einzige Vertreter der Gattung Protochromys, wird aber manchmal in Melomys eingeordnet. Über die Herkunft des Epithetons fellowsi liegen keine Informationen vor.
Die Art erreicht eine Kopfrumpflänge von bis zu 18 Zentimetern, der Schwanz ist länger als der Rumpf. Ihr Fell ist am Rücken graubraun gefärbt, der Bauch ist auffällig rot. 
Dieses Nagetier ist im östlichen Neuguinea verbreitet. Sie bewohnt Gebirgswälder zwischen 1800 und 2600 Metern Seehöhe und hält sich gern in mit Moos bewachsenen Gebieten auf. Ansonsten ist über ihre Lebensweise wenig bekannt.
Fellows-Mosaikschwanzratte ist weit verbreitet und häufig, die IUCN listet die Art als „nicht gefährdet“ (least concern).